# Bulldogs de Hamilton (LHO)
Pour les articles homonymes, voir Bulldogs de Hamilton (homonymie).
Cet article concerne l'équipe de la Ligue de hockey de l'Ontario. Pour l'équipe de la Ligue américaine de hockey, voir Bulldogs de Hamilton.
Les Bulldogs de Hamilton sont une équipe de hockey sur glace junior créée en 2015 qui évolue dans la Ligue de hockey de l'Ontario.

## Historique
En mars 2015, Michael Andlauer, alors propriétaire des Bulldogs de Hamilton de la Ligue américaine de hockey, annonce qu'il vend les Bulldogs aux Canadiens de Montréal à la fin de la saison 2014-2015. Il annonce également qu'il achète les Bulls de Belleville de la Ligue de hockey de l'Ontario pour les transférer à Hamilton et devenir les nouveaux Bulldogs.
En 2023, en raison de rénovation de leur aréna, les Bulldogs doivent quitter Hamilton pour Brantford. D'abord temporairement, il est annoncé en 2025 que leur déménagement est permanent. Ils deviennent alors les Bulldogs de Brantford.

## Statistiques
| No | Saison    | PJ | V  | D  | DP | DTB | BP  | BC  | Pts | Classement        | Séries éliminatoires | Entraîneur                          |
| -- | --------- | -- | -- | -- | -- | --- | --- | --- | --- | ----------------- | -------------------- | ----------------------------------- |
| 1  | 2015-2016 | 68 | 25 | 35 | 8  | 0   | 197 | 260 | 58  | 5e, division Est  | Non qualifiés        | George Burnett                      |
| 2  | 2016-2017 | 68 | 33 | 27 | 4  | 4   | 238 | 225 | 74  | 4e, division Est  | Éliminés au 1er tour | John Gruden                         |
| 3  | 2017-2018 | 68 | 43 | 18 | 4  | 3   | 252 | 207 | 93  | 1er, division Est | Champion             | John Gruden                         |
| 4  | 2018-2019 | 68 | 29 | 34 | 3  | 2   | 241 | 283 | 63  | 4e, division Est  | Éliminés au 1er tour | David Matsos                        |
| 5  | 2019-2020 | 62 | 24 | 30 | 7  | 1   | 235 | 267 | 56  | 4e, division Est  | Séries annulées      | Vince Laise, Steve Staios (intérim) |
| 6  | 2020-2021 | 0  | 0  | 0  | 0  | 0   | 0   | 0   | 0   | Saison annulée    | Saison annulée       | -                                   |
| 7  | 2021-2022 | 68 | 51 | 12 | 3  | 2   | 300 | 176 | 107 | 1er, division Est | Champion             | Jay McKee                           |
| 8  | 2022-2023 | 68 | 33 | 30 | 5  | 0   | 226 | 251 | 71  | 3e, division Est  | Éliminés au 1er tour | Jay McKee                           |

## Logos successifs

Logo de la première saison en 2015-2016
Logo à 2023